# Sindarin
Vous lisez un « article de qualité » labellisé en 2007.
Le sindarin ou gris-elfique est une des langues construites imaginées par le romancier et philologue J. R. R. Tolkien dans le cadre de l'élaboration des récits de la Terre du Milieu. Il en commença la construction vers 1917 sous une forme alors appelée gnomique, et ne cessa ensuite au cours de sa vie d'en faire évoluer les conceptions, tant dans ses caractéristiques proprement linguistiques que dans sa place dans la narration. Le nom même de la langue fut modifié plusieurs fois, et le terme de sindarin n'apparut qu'au début des années 1950 à la fin de la rédaction du Seigneur des anneaux, l'œuvre la plus connue de son auteur.
Au sein de son univers de fiction, le sindarin est la langue des Sindar ou Elfes Gris, qui se développa d'abord au Beleriand pendant le Premier Âge, à partir d'un ancêtre commun aux diverses langues des Elfes. Plus tard, il fut adopté par divers autres peuples et s'étendit en de nombreuses régions de la Terre du Milieu, y devenant ainsi la langue véhiculaire des Elfes, et l'une des langues en usage chez un peuple des Hommes, les Dúnedain.
La phonétique et une bonne part de la grammaire sont fortement inspirées de celles du gallois et du norrois. Par sa morphologie, le sindarin est une langue flexionnelle, qui fait un large usage d'alternances vocaliques et de mutations consonantiques. La syntaxe est relativement analytique. Le vocabulaire est construit a priori, c'est-à-dire indépendamment de celui des langues naturelles ; mais Tolkien l'a conçu de sorte qu'il soit apparenté à celui des autres langues elfiques qu'il imagina, telles que le quenya.

## Histoire
En sindarin comme pour les autres langues qu'inventa Tolkien, il faut distinguer deux axes chronologiques de développement :
- l'un, externe, concerne l'évolution des conceptions de la langue pendant la vie de leur auteur,
- l'autre, interne, concerne l'évolution historique de la langue à l'intérieur même du monde imaginaire dans lequel elle se parle.

### Histoire externe
De toutes les langues qu'inventa J. R. R. Tolkien, le sindarin a eu le développement le plus compliqué. On peut faire remonter ses origines vers 1917, lorsque Tolkien conçut une langue appelée gnomique (goldogrin dans la langue même, Gnomish en anglais). Elle était conçue comme la langue des Gnomes, (prédécesseurs conceptuels des Ñoldor), apparentée au qenya qu'il avait commencé en 1915 mais phonétiquement très différente. Dans les conceptions que Tolkien développait à l'époque, le qenya était la langue de la première tribu des Elfes seulement (les futurs Vanyar) ; les Gnomes, seconde tribu, parlaient une langue proche du temps de leur séjour en Valinor, mais pendant leur exil en Terre du Milieu elle s'altéra profondément et subit l'influence des langues indigènes, devenant alors le gnomique. Par sa structure, le gnomique est bien différent du sindarin ultérieur, quoique la communauté d'inspiration entre les deux soit manifeste (notamment dans la phonétique). L'inspiration du gnomique ne fut pas seulement galloise, les langues germaniques anciennes et notamment le vieil et le moyen anglais y contribuèrent aussi par nombre de traits.
Tolkien travailla au gnomique pendant plusieurs années, avant semble-t-il d'en reprendre assez fondamentalement la grammaire pendant les années 1920, sur un modèle beaucoup plus proche du gallois. À partir de ce moment, la langue se mit à être appelée régulièrement noldorin dans ses écrits. Pendant la deuxième partie des années 1930, Tolkien en précisa le développement historique ainsi que celui des autres langues elfiques dans une sorte de dictionnaire par racines, les Étymologies. Le scénario interne d'évolution linguistique était resté très semblable au stade précédent. Au stade des Étymologies, le noldorin commençait à se rapprocher nettement du sindarin ultérieur, au moins dans son lexique et sa phonétique. La phase finale de rédaction des Étymologies est d'ailleurs contemporaine des premiers brouillons du Seigneur des anneaux. Dans une veine semblable, Tolkien inventa également le doriathrin et l'ilkorin, deux langues indigènes du Beleriand influençant le noldorin ; il semble que Tolkien y ait en partie recyclé d'anciennes conceptions remontant au gnomique des premières années.
Tolkien utilisa fortement le stade alors atteint pour la nomenclature elfique du Seigneur des anneaux, ce qui l'amena à l'altérer sur certains points pour aboutir à l'esthétique voulue. Finalement, à la fin de la rédaction du Seigneur des anneaux, il décida de modifier radicalement l'histoire interne de la langue. Il décida que les Ñoldor auraient finalement le quenya comme langue d'origine (avec quelques différences dialectales par rapport au parler des Vanyar), renomma le noldorin en sindarin et l'attribua aux Sindar, les Elfes Gris de Beleriand. Restait à expliquer l'usage du sindarin par les Noldor en Terre du Milieu (comme en témoignent leurs noms) : Tolkien expliqua alors que les Noldor en exil adoptèrent le sindarin comme langue quotidienne, réservant le quenya à un usage cérémoniel. Le sindarin devenant la langue indigène de Beleriand, le doriathrin et l'ilkorin disparurent, n'ayant plus de place à remplir dans le panorama linguistique.
Tolkien continua de travailler sur le sindarin jusqu'à sa mort en 1973. La forme de la langue semble s'être quelque peu stabilisée à cette période : les formes rencontrées dans la réécriture du Silmarillion que Tolkien entreprit dans les années 1950-1960 concordent pour l'essentiel avec celles du Seigneur des anneaux, peut-être parce qu'il a pu se sentir lié dans une certaine mesure par ce qui était déjà publié. Certains essais tardifs contiennent néanmoins des formes assez divergentes, et démontrent que l'expérimentation était pour Tolkien un élément essentiel de son travail d'invention linguistique.

### Histoire interne

Principales divisions des Elfes et noms de leurs premiers seigneurs (en italiques).

Comme le quenya et le telerin d'Aman, le sindarin descend de l'eldarin commun, la langue des Eldar pendant leur grande marche de Cuiviénen vers le Valinor, lui-même dérivé du quendien primitif, la langue primordiale inventée par les premiers Elfes à Cuiviénen. Des traits communs d'origine ancienne partagés par le sindarin et le telerin montrent que l'eldarin commun n'était pas entièrement homogène et que le parler des Teleri avait acquis certaines particularités, permettant de définir un telerin commun. Le sindarin en dérive directement ; il provient de l'évolution spontanée de cette langue en Beleriand après la séparation des Sindar des autres Eldar. Isolé en une terre mortelle — c'est-à-dire soumise aux lois de l'expérience commune, où tout s'altère avec le temps — le sindarin vint à subir de profonds changements, de sorte que lorsque les Ñoldor en exil redébarquèrent en Terre du Milieu, l'intercompréhension avec le quenya (qui avait évolué beaucoup plus lentement en Valinor, dans les terres immortelles du Royaume Béni d'Aman) était devenue impossible. Dans un premier temps, les deux langues coexistèrent, mais progressivement les Ñoldor adoptèrent le sindarin comme langue quotidienne du fait de plusieurs facteurs : une simple raison démographique, les Exilés étant minoritaires en Beleriand au milieu des Sindar ; une liée à leurs aptitudes linguistiques supérieures, qui leur rendait un changement de langue plus facile qu'aux Sindar ; une raison politique enfin : quand Elu Thingol, le roi des Elfes Gris, apprit que les Ñoldor avaient massacré à Alqualondë les Teleri, parents des Sindar, il refusa à l'avenir d'entendre parler quenya et en interdit l'usage à ses sujets. Le quenya ne se maintint finalement que comme langue cérémonielle en usage parmi les Ñoldor.
Le Beleriand fut détruit à la fin du Premier Âge lors de la guerre de la Grande Colère. De nombreux Elfes s'embarquèrent pour s'installer en Tol Eressëa, et le sindarin dut s'y implanter à l'occasion. D'autres restèrent au Lindon sous la royauté de Gil-galad, tandis que d'autres encore allèrent s'installer plus à l'Est - ainsi Celebrimbor en Eregion, Galadriel et Celeborn en Eregion puis en Lothlórien, Thranduil en Forêt de Mirkwood. Le sindarin étendait ainsi son domaine pendant le Second et le Troisième Âge, supplantant peu à peu les langues des Elfes Sylvains, jusqu'à devenir en Terre du Milieu la langue elfique par excellence. C'est l'état atteint à l'époque où se passe le Seigneur des anneaux.
Le sindarin fut également adopté par certains peuples des Hommes : les Edain le pratiquèrent largement, d'abord au Beleriand, puis à Númenor, où il était en usage dans toutes les couches de la population, pour une partie même comme langue maternelle. Au cours du Second Âge, son usage déclina au fur et à mesure que les Númenoréens se détournèrent de leur amitié avec le Valinor, et finit même par être proscrit par le roi Ar-Gimilzôr. Toutefois, une minorité attachée à l'amitié des Elfes, le parti des Fidèles, l'entretint secrètement. Longtemps situés à l'ouest de Númenor, ils furent déplacés à l'est à la suite de l'interdiction. Après la submersion de Númenor, ils fondèrent en Terre du Milieu les royaumes en exil d'Arnor et de Gondor, le sindarin en devint la langue officielle (ainsi que dans une moindre mesure le quenya), comme on l'observe à leur toponymie essentiellement sindarine. Le sindarin n'était toutefois que la langue d'une petite partie de la population, la langue vernaculaire des deux royaumes comme de la plus grande partie de la Terre du Milieu au Troisième Âge étant le westron
Le scénario était bien différent pour le noldorin et le gnomique, avant que Tolkien n'opère le grand bouleversement scénaristique que l'on a dit. Il imaginait alors que le noldorin s'était d'abord développé en Valinor sous une première forme archaïque assez proche du qenya, appelée Old Noldorin ou Kornoldorin. À la suite de l'exil des Noldor, il aurait connu en Terre du Milieu une évolution rapide (devenant alors l’Exilic Noldorin) qui l'aurait amené à converger avec les langues indigènes (le doriathrin et l’ilkorin), toutes ces langues s'influençant mutuellement dans leur développement en un processus complexe. Ce scénario remonte aux premiers temps du développement du gnomique.

## Dialectes
Étant donné la vaste expansion du sindarin dans le temps et l'espace, il n'est pas surprenant que Tolkien ait fait allusion à l'existence de divers dialectes. Nous n'en connaissons toutefois que peu de chose.
La situation est la plus claire pour le Premier Âge. Tolkien parle explicitement de l'existence de trois dialectes :
- un dialecte occidental développé dans le Falas ;
- le dialecte de Doriath, plus archaïque ;
- un dialecte septentrional enfin, au nord du Beleriand proprement dit.

Nous savons aussi que les Ñoldor introduisirent des emprunts lexicaux issus du quenya dans leur usage sindarin.
Le dialecte du nord — lui-même divisé en une variété nord-ouest en Hithlum et une variété nord-est en Ard-galen et Dorthonion — était très nettement divergent, notamment dans sa phonétique, au point d'être à la fin presque considéré comme une langue propre, quoique encore assez intercompréhensible avec les autres dialectes. Parlé par une population assez restreinte, il disparut sans beaucoup influencer l'usage ultérieur. Il s'opposait au groupe méridional des deux autres dialectes, nettement plus proches l'un de l'autre. Le dialecte de Doriath était le plus conservateur par la morphologie et le vocabulaire (mais non par la phonétique) et résistait entièrement à l'influence linguistique des Ñoldor. Le dialecte occidental enfin servit de base au développement d'un « sindarin commun », lequel, stabilisé par les Ñoldor puis fortement influencé par l'usage de Doriath, fut la source des variétés de sindarin des âges suivants.
Nous avons également la trace de variantes dans le sindarin du Troisième Âge. Les Galadhrim de Lothlórien utilisaient ainsi une forme influencée par le sylvain, que Frodon Sacquet, qui connaissait pourtant le sindarin, ne put comprendre,. On peut signaler aussi les particularités de prononciation du sindarin au Gondor notées dans l'Appendice E du Seigneur des anneaux.

## Attestations

### Types de sources
Les témoignages dont nous disposons sur le sindarin, sous les diverses incarnations de son développement externe, sont très parcellaires et dispersés dans les écrits de Tolkien. Construire des langues utilisables et « complètes » n'a manifestement jamais été son objectif principal ; il se plaisait d'abord à envisager leur esthétique sonore et leur développement historique, ainsi que l'onomastique qu'elles lui permettaient de bâtir, en lien avec l'élaboration de son monde fictionnel. De plus, ses écrits linguistiques sont souvent peu accessibles, soit qu'ils n'aient simplement pas encore été publiés, soit de par la nature même de leur présentation (il s'agit en grande partie de brouillons qui n'étaient pas destinés à être lus par d'autres que lui) ou de leur écriture (les considérations linguistiques sont fréquemment imbriquées avec l'histoire de la Terre du Milieu).
Tolkien ne paraît pas avoir laissé de grammaire complète du sindarin, mais quelques textes grammaticaux assez longs ont été publiés, concernant divers stades de développement externe, ainsi qu'un nombre considérable de notes sur des points de langue précis. Le vocabulaire est mieux connu ; une partie substantielle en est attestée sous forme de noms propres. Ceux-ci sont souvent interprétables (il s'agit le plus souvent de mots composés), mais l'utilisation de ce matériel peut être délicate : les étymologies ne sont pas toujours transparentes, et les noms propres peuvent préserver des formes sorties d'usage ou rendues méconnaissables par des changements phonétiques. Mais Tolkien a aussi compilé des lexiques, dont notamment les Étymologies citées plus haut. En revanche, il existe peu de véritables textes, ce qui handicape grandement la connaissance de la syntaxe. Ils sont courts voire très courts, et souvent de nature poétique, ce qui présente des avantages et des inconvénients spécifiques : ainsi l'étude de la prosodie en est facilitée, mais le registre de langue n'est pas représentatif de la langue courante.
La profession de philologue de Tolkien transparaît dans la nette préférence qu'il accorde à la diachronie sur la synchronie et son usage intensif de la linguistique comparée. Il s'est montré très soucieux d'inventer un contexte historique plausible pour ses langues, de tous leurs aspects certainement le mieux connu.
La nature du matériel implique qu'une grande partie des connaissances sur le sindarin sont obtenues par ordonnancement, élucidation puis interprétation des textes de Tolkien, plutôt que par lecture directe ; toute présentation générale du sindarin implique nécessairement un certain degré de reconstruction et peut se trouver par-là même sujette à caution.
Les témoignages disponibles éclairent de façon très inégale les différentes facettes de la langue. Si la phonologie et la dérivation lexicale sont assez bien connues, la flexion l'est moins et la syntaxe reste très fragmentaire.

### Exemple de texte

A Elbereth Gilthoniel, poème sindarin, transcrit en tengwar dans le mode de Beleriand.

Le poème qui suit apparaît dans La Communauté de l'anneau, livre II, chapitre 1, comme chant de louange à la Valië Elbereth. Il est reproduit et commenté dans The Road Goes Ever On, où il porte le titre A Elbereth Gilthoniel, d'après le premier vers, et (en tengwar) le sous-titre Aerlinn in Edhil o Imladris, probablement « Hymne des Elfes de Fondcombe ».
A Elbereth Gilthoniel,
silivren penna míriel
o menel aglar elenath!
Na-chaered palan-díriel
o galadhremmin ennorath,
Fanuilos, le linnathon
Nef aear, sí nef aearon!
Traduction fondée sur la glose interlinéaire de Tolkien :
Ô Elbereth Enflammeuse d'étoiles,
dans un éclat argenté de joyaux chatoyants,
la gloire de la troupe des étoiles descend du firmament !
Ayant regardé vers le lointain
depuis les contrées emmaillées d'arbres de la Terre du Milieu,
je chanterai pour toi, Toujours-blanche,
de ce côté de l'océan, ici de ce côté du Grand Océan !

### Exemples de noms propres
L'onomastique sindarine est très abondamment représentée dans l'œuvre de Tolkien. Elle comporte des mots composés ou dérivés et des locutions figées, ainsi que quelques mots simples.
Mots simplesBeren « brave » ; Estel « espérance » ; Falas « côte » ; Harad « Sud » ; Rhûn « Est »
Mots dérivésIthilien, de Ithil « Lune » ; Rohan, de roch « cheval » ; Serni, de sarn « caillou » ; Sirion, de sîr « rivière »
Mots composés : Anduin « long fleuve » ; Belegaer « grande mer » ; Caradhras « corne rouge » ; Celebrimbor « poing d'argent » ; Elbereth « reine des étoiles » ; Galadriel « jeune fille couronnée d'une guirlande radieuse » ; Gondor « pays de pierre » ; Menegroth « mille cavernes » ; Mithrandir « gris pèlerin » ; Morannon « porte noire »; Moria « gouffre noir »; Osgiliath « ville des étoiles » ; Thingol « manteau gris »
Locutions figéesAmon Sûl  « colline du vent » ; Barad-dûr « tour sombre » ; Cabed-en-Aras « saut du cerf » ; Cirith Ungol « col de l'araignée » ; Dagor Bragollach « bataille de la flamme subite » ; Dol Guldur « tête de la sorcellerie » ; Dor-nu-Fauglith « pays sous la poussière étouffante » ; Ered Luin « montagnes bleues » ; Henneth Annûn « fenêtre de l'Ouest » ; Minas Tirith « tour de garde » ; Minas Anor « Tour du Soleil couchant » ; Minas Ithil « Tour de la Lune montante » ; Taur-im-Duinath « forêt entre les fleuves » ; Tol-in-Gaurhoth « île des loups-garous »

## Phonétique et écriture

### Consonnes
Le sindarin possède les consonnes suivantes, transcrites dans l'alphabet phonétique international (API) ; les représentations orthographiques de la transcription romanisée qu'imagina Tolkien suivent en gras.
|                       | Labiale        | Dentale   | Alvéolaire | Palatale | Vélaire | Labiovélaire | Glottale |
| Occlusive             | p b            | t d       | t d        |          | k c g   |              |          |
| Nasale                | m              | n         | n          |          | ŋ ng    |              |          |
| Fricative ou spirante | f f, ph v v, f | θ th ð dh | s s ɬ ɬ    | (j) i    | x ch    | ʍ hw w       | h        |
| Latérale              |                |           | l̥ lh l     |          |         |              |          |
| Roulée                |                |           | r̥ rh r     |          |         |              |          |

Remarques :
- Lorsqu'une case contient deux signes, le premier désigne une consonne sourde et le second la consonne sonore correspondante.
- La semi-voyelle j ne se trouve qu'à l'initiale, et peut être considérée phonologiquement comme un allophone non syllabique de i à l'initiale devant voyelle.

Les consonnes s, m, n, l, r peuvent être géminées, ce qui se marque par un redoublement dans la transcription romanisée.

### Voyelles
Le sindarin possède des voyelles brèves et longues (celles-ci marquées dans l'orthographe romanisée par un accent aigu), ainsi qu'une série de diphtongues. Les transcriptions dans l'API qui suivent sont intentionnellement « larges » car d'une part les descriptions phonétiques de Tolkien ne permettent pas d'être très précis, d'autre part il note la présence de variations quant au timbre des voyelles.
| Degré d'aperture | Monophtongues | Monophtongues | Monophtongues | Monophtongues | Diphtongues | Diphtongues | Diphtongues |
| Degré d'aperture | Antérieure    | Antérieure    | Postérieure   | Postérieure   | Diphtongues | Diphtongues | Diphtongues |
| Degré d'aperture | Non arrondie  | Arrondie      | Non arrondie  | Arrondie      | en i        | en e        | en u        |
| ---------------- | ------------- | ------------- | ------------- | ------------- | ----------- | ----------- | ----------- |
| Fermée           | i iː í        | y yː ý        |               | u uː ú        | ui ui       |             |             |
| Mi-ouverte       | ɛ e           | œ             |               | ɔ o ɔː ó      | ɛi ei       | ɔɛ oe       |             |
| Ouverte          |               |               | ɑ a           |               | ɑi ai       | ɑɛ ae       | ɑu au, aw   |

Remarques :
- La voyelle œ a souvent été imprimée oe sans ligature, ce qui provoque une ambiguïté avec la diphtongue correspondante.
- Il semble que les diphtongues ai et ei soient en distribution complémentaire en sindarin, la première apparaissant essentiellement en syllabe finale et la seconde ailleurs. Comparer par exemple erain « rois » / Ereinion « Rejeton de rois ».
- On observe aussi de nombreuses alternances entre la diphtongue au et la voyelle longue ó, voir par exemple naur « feu, flamme » / Nórui « juin (lit. "ardent") ». Mais ce n'est pas systématique.

Le sindarin possède également des voyelles surlongues, marquées dans l'orthographe par un circonflexe : â, ê, î, ô, û, ŷ. Il ne semble toutefois pas s'agir de phonèmes distincts, mais essentiellement d'allophones des autres voyelles. On observe d'ailleurs qu'elles redeviennent régulièrement des brèves ou des longues habituelles lorsque les mots qui les comportent sont suivis d'autres mots ou entrent en composition : ex. tîw « signes » mais i thiw hin « ces signes » ; dôr « pays » mais Dor Cúarthol « Pays de l'arc et du heaume » ; Annûn « couchant, Ouest » mais Annúminas « Tour du couchant ».

### Accent tonique
Le sindarin possède un accent tonique dont la place est généralement prévisible, selon des règles proches de celles du latin. Les disyllabes sont accentués sur la première syllabe ; pour les mots de plus de deux syllabes, la place de l'accent dépend de la quantité syllabique de la pénultième (avant-dernière syllabe) :
- si la pénultième est longue (ce qui est le cas si elle comporte une voyelle longue, une diphtongue ou une voyelle brève suivie de plus d'une consonne - à noter que m compte pour une consonne double, car issue d'un ancien groupe de consonnes), alors l'accent tonique porte dessus ;
- si la pénultième est brève, alors l'accent tonique porte sur l'antépénultième (la troisième syllabe en partant de la fin du mot).

L'analyse des quelques exemples de vers sindarin (de nature accentuelle) montre par ailleurs qu'il existait des mots atones parmi les monosyllabes, ainsi l'article et certaines prépositions. Ils peuvent être considérés comme des clitiques.

### Évolution phonétique
Quelques traces d'évolution phonétique peuvent s'observer dans la phonologie sindarine :
- le sindarin archaïque possédait deux consonnes supplémentaires : une spirante labiale nasalisée [ṽ] transcrite mh, et une fricative vélaire sonore [ɣ] transcrite gh. La première se confondit avec v, tandis que la seconde disparut ou parfois se vocalisa ;
- la voyelle œ est restreinte aux formes les plus anciennes, plus tard elle se confondit avec e. Cette tendance à délabialiser les voyelles antérieures arrondies se poursuivit au Gondor où y vint à se prononcer i ;
- dans les polysyllabes, -nd final devint -nn puis simplement -n ;
- au Gondor, ch entre voyelles s'affaiblit en h ; ainsi la forme archaïque Rochand se changea en la forme plus familière Rohan.

### Mutations consonantiques
Une caractéristique notable du sindarin est que l'initiale des mots est susceptible de se modifier systématiquement dans certaines circonstances. Par exemple, Eryn Vorn « bois noir » contient une forme modifiée du mot morn « sombre, noir ». Ces phénomènes remontent au départ à divers phénomènes de sandhi, mais en sindarin leur condition d'apparition est devenue syntactique et non plus phonétique : ce sont devenus des mutations consonantiques. Tolkien les a introduites en sindarin sur le modèle du gallois et des autres langues brittoniques.
Il existe plusieurs séries de mutations en sindarin, pas aussi bien attestées les unes que les autres. Le plus souvent, elles changent le mode d'articulation de la consonne mais en conservent en gros le point d'articulation :
- la mutation douce ou lénition est la plus courante ; elle apparaît le plus typiquement après les mots terminés par une voyelle[Note 10], par exemple l'article singulier i. Elle transforme les occlusives sourdes en occlusives sonores, les occlusives sonores en fricatives sonores ou en nasales (selon l'étymologie), m en v (anciennement mh), s et h en h et ch respectivement. Ex. : Baranduin « Brandevin » (nom d'un fleuve)> i Varanduiniant « le pont du Brandevin » ;
- la mutation nasale apparaît notamment après l'article pluriel in ou la préposition an « à, pour ». Elle transforme les occlusives sourdes en fricatives sourdes, les occlusives sonores en nasales ou en groupes nasale + occlusive sonore (selon l'étymologie). La nasale de la particule déclenchante tend à disparaître dans le processus. Ex. : perian « hobbit, semi-homme » > Ernil i Pheriannath « Prince des semi-hommes » ;
- la mutation mixte[Note 11] est attestée sporadiquement après l'article de liaison en et l'article suffixé -(i)n. Son effet le plus sûr est de voiser les occlusives sourdes, les occlusives sonores étant soit laissées sans changement, soit précédées d'une nasale de même point d'articulation, selon l'étymologie. Ex. : bâr « demeure, foyer, pays »> ered e•mbar nín « les montagnes de mon pays » ;
- la mutation dure ou mutation occlusive n'est directement attestée que dans des textes anciens d'un point de vue externe ; elle transforme les occlusives sourdes en fricatives sourdes. Plus tard, sa présence n'est assurée qu'indirectement par des allusions de Tolkien et l'absence de lénition dans des contextes où l'on aurait pu l'attendre ; elle suivrait certaines particules anciennement terminées par une occlusive (perdue ensuite) comme les prépositions o « de, issu de » ou e « de, hors de ». Ex. : menel « ciel, le firmament » > o menel « du firmament » ;
- des traces d'une ancienne mutation spirante[Note 12] s'observent après consonne liquide dans certains mots composés, mais on ne sait si elle était restée active en sindarin. Elle transformerait les occlusives en fricatives. Ex. : #ped- « dire, parler »> Arphent Rían « Et Rían dit ».

Les mutations apparaissent typiquement après des particules déclenchantes, dont certaines sont évoquées ci-dessus, mais la mutation douce est aussi employée dans des contextes syntaxiques spécifiques : l'adjectif épithète est souvent ainsi muté, ainsi que le complément d'objet direct. Diverses mutations apparaissent aussi à l'initiale du second membre d'un nom composé ; il s'agit souvent de la mutation douce, mais d'autres modifications phonétiques se trouvent aussi.
D'autres phénomènes de sandhi s'observent sporadiquement en sindarin à côté des mutations, par exemple :
- a « et » devient ah devant voyelle, par ex. Athrabeth Finrod ah Andreth « Débat de Finrod et Andreth » ;
- an « à, pour » s'assimile en am dans am Meril « pour Rose » ;
- e « de, hors de » devient ed devant voyelle et peut devenir ef, es, eth devant f, s, th.

### Phonétique du noldorin
Au stade antérieur de développement externe, le noldorin possédait une phonétique très largement comparable, mais le développement historique de certains sons était conçu différemment. Une différence phonologique importante est que l et lh d'une part, r et rh d'autre part, qui sont des phonèmes distincts en sindarin (ils contrastent à l'initiale), n'étaient en noldorin que des variantes morphophonologiques : seuls lh et rh pouvaient se trouver à l'initiale absolue, l et r en étant les correspondants respectifs en position de mutation douce. Il existe aussi des différences dans l'inventaire des diphtongues.

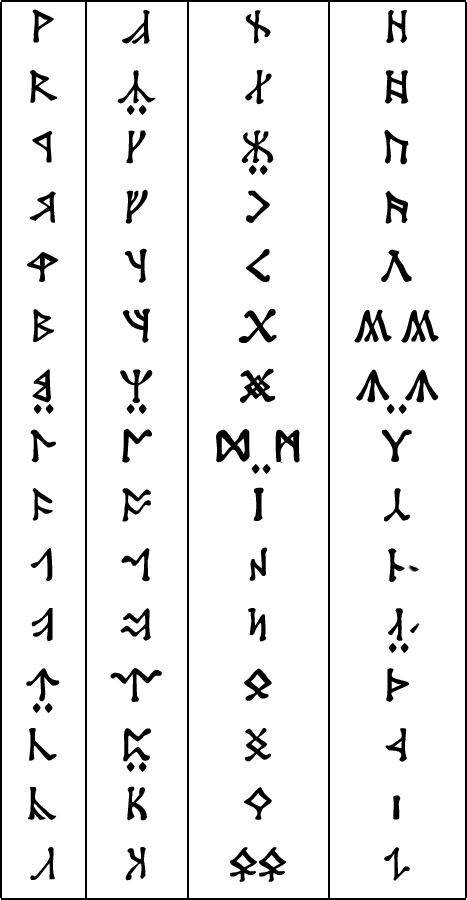
Les cirth.

### Écriture
En Terre du Milieu, le sindarin s'écrivit d'abord en runes (les cirth, inventées au départ spécialement pour cette langue), avant que les Ñoldor n'introduisent l'usage des lettres elfiques (les tengwar) qui finirent par les supplanter. La transcription romanisée de Tolkien permet de prévoir régulièrement la prononciation, ce n'est toutefois pas une orthographe rigoureusement phonologique :
- certains faits d'allophonie sont transcrits, notamment les voyelles surlongues ;
- la transcription des sons [f] et [v] est assez complexe ; [v] est normalement noté v, mais f en fin de mots et (parfois) dans la combinaison [vn], transcrite fn ou vn ; [f] est transcrit ph en fin de mot ou lorsqu'il dérive d'un [p] par mutation (voir plus haut), f sinon. En noldorin, ph ne paraît pas avoir été employé, et f est souvent utilisé entre voyelles pour noter [v], ce qui rend cette graphie équivoque ; Tolkien a alors parfois utilisé ff pour [f] afin de lever l'ambiguïté ;
- en noldorin, Tolkien a hésité entre ð, dh et parfois ðh pour transcrire le son [ð] ; ð est parfois employé aussi en sindarin proprement dit ;
- ng note [ŋg] en milieu de mot et [ŋ] ailleurs ;
- aw se substitue à au en fin de mot ;
- en milieu de mot, les digrammes comportant un h en second élément créent quelques ambiguïtés, car ils notent parfois un véritable groupe de consonnes plutôt qu'une fricative[Note 14].

## Grammaire
Dans le texte qui suit, le signe N précède une forme attestée en noldorin seulement. Le signe # précède un mot attesté chez Tolkien, mais seulement en combinaison avec d'autres éléments, tandis que le signe * précède une forme reconstruite.

### Groupe nominal

#### Nom
Le nom sindarin peut varier selon trois nombres : singulier, pluriel et pluriel de classe — un pluriel à sens général ou collectif.
Le pluriel se forme généralement par des modifications systématiques des voyelles. Elles tirent leur origine de l'influence d'une ancienne terminaison de pluriel en *-ī disparue lors de l'évolution du sindarin, mais non sans influencer l'articulation des voyelles précédentes par une série de métaphonies. Quelques exemples :
- barad « tour » pl. beraid ;
- edhel « elfe » pl. edhil ;
- Golodh « Ñoldo » pl. Gelydh (anciennement Gœlydh) ;
- curu « talent, habileté, ruse » pl. Ncyry ;
- cair « navire » pl. #cîr ;
- naug « nain » pl. noeg.

Mais dans quelques cas, le pluriel se forme plutôt en ajoutant une syllabe (des modifications vocaliques peuvent s'y combiner) : ainsi êl « étoile » pl. elin, Nmâl « pollen » pl. Nmely, Npêl « champ clos » pl. Npeli.
Le pluriel de classe se forme par un suffixe, le plus fréquent est -(i)ath : ex. elenath (synonyme giliath) « la foule des étoiles, la voûte étoilée », ennorath « l'ensemble des terres du milieu » (cf. Ennor « Terre du Milieu »), periannath « le peuple des hobbits » (cf. perian « hobbit, semi-homme »). Pour les noms de peuples peuvent s'employer -rim (ex. Golodhrim « Ñoldor », Galadhrim « Sylvains », Rohirrim « Seigneurs des chevaux », Haradrim « Suderons ») ou péjorativement -hoth (ex. Orchoth « Orques », Gaurhoth « Loups-Garous », Lossoth « Horde des neiges »), impliquant un jugement de barbarie ; il s'agit au départ de composés des mots rim « foule, grand nombre, peuple » et hoth « foule, horde », mais qui en sont venus à s'employer comme pluriels de classe.
Un petit nombre de noms, au lieu d'opposer classiquement singulier et pluriel, suivent plutôt un système de collectif / singulatif : la forme de base a un sens global, et c'est la désignation de l'unité qui en est dérivée.
- Nfilig « petits oiseaux » singulatif Nfiligod (il existe aussi un singulier « normal » Nfileg) ;
- gwanûn « paire de jumeaux » singulatif gwanunig ;
- lhaw « oreilles (les deux oreilles d'une personne) » singulatif Nlhewig ;
- loth « fleurs, inflorescence » singulatif elloth ou lotheg.

Tolkien indique également l'existence d'un duel rapidement devenu obsolète ; un exemple en est Orgaladhad « Jour des deux arbres » (cf. galadh « arbre »), sous influence possible du quenya. Le duel restait d'usage courant dans le dialecte de Doriath.
Il ne paraît pas vraiment exister de genre grammatical, mais des distinctions de sexe s'observent dans le lexique (ex. ellon « homme elfe » / elleth « femme elfe ») et chez les pronoms de troisième personne (au moins en noldorin). La situation est similaire à celle de l'anglais.

#### Adjectif
L'adjectif sindarin peut varier en nombre en accord avec le nom auquel il se rapporte ; le pluriel se forme par les mêmes inflexions vocaliques que pour les noms. Les pluriels de classe apparaissent entraîner l'accord de l'adjectif au pluriel (ex. Pinnath Gelin « Crêtes vertes », cf. calen « vert »). L'adjectif épithète se place généralement après le nom qu'il décrit (ex. Dagor Aglareb « Bataille glorieuse », Ered Wethrin « Montagnes ombreuses », Iant Iaur « Pont vieux ») ; fréquemment - mais pas systématiquement - il subit alors la mutation douce.
Il semble que les adjectifs puissent être intensifiés au moyen d'un préfixe an- diversement modifié - provoquant notamment une mutation nasale interne de la base auquel il s'ajoute. ex. : Nparch « sec » / Nafarch « aride » ; iaur « vieux » / einior « ancien ».

#### Articles
Le sindarin possède une série d'articles définis, mais pas d'article indéfini. Tous déclenchent des mutations sur les mots qui les suivent.
- i est l'article singulier ; il déclenche la mutation douce ;
- in (réduit à i dans certains contextes) est l'article pluriel ; il déclenche la mutation nasale ;
- en (réduit à e dans certains contextes) est un article de liaison ou article génitif, qui intervient dans la formation du complément du nom ; il déclenche la mutation mixte. Il s'emploie au singulier, quelquefois au pluriel (l'article de liaison n'est pas attesté en noldorin) ;
- il existe enfin une forme suffixée de l'article -(i)n, qui s'amalgame avec certaines prépositions et fonctionne apparemment tant comme singulier que pluriel (ex. na « à » > nan « au(x) », nu « sous » > nuin « sous le(s) » o « de, depuis » > uin « du (/des), depuis le(s) » ; or « sur » > erin « sur le(s) »). Elle déclenche aussi la mutation mixte.

#### Complément du nom
Le complément du nom peut s'exprimer de deux façons. L'une est d'employer la préposition na. Cette construction est très fréquente en noldorin, moins plus tard ; des exemples en sont les noms Orod-na-Thôn « Montagne de Pin » ou Taur-na-Neldor « Forêt de Hêtre ». L'autre consiste à simplement juxtaposer les termes, le déterminé précédant le déterminant : Ennyn Durin « les portes de Durin », Dangweth Pengolodh « la réponse de Pengolodh ». Le nom déterminé ne prend jamais d'article dans ce cas et peut être considéré comme défini d'emblée. Le nom déterminant peut, lui, prendre un article au besoin ; c'est volontiers l'article de liaison (ex. au singulier Narn e•Dinúviel « Conte du Rossignol », au pluriel Haudh-en-Ndengin « Tertre des Tués ») mais l'on trouve aussi l'article ordinaire (ex. au singulier Condir i Drann « Maire de la Comté », au pluriel Aerlinn in Edhil « Hymne des Elfes »).

### Marques personnelles
Le sindarin exprime la personne tant dans les systèmes du nom et du pronom que celui du verbe. On peut y remarquer l'opposition à la 1re personne du pluriel d'un « nous » exclusif et inclusif, selon que le groupe en question comprend ou non l'interlocuteur, et l'existence de distinctions de politesse à la 2e personne. Ces caractéristiques existent aussi en quenya. Les formes sindarines attestées du pronom personnel et de l'adjectif possessif sont présentées dans le tableau ci-dessous ; toutes n'ont pas nécessairement coexisté dans les conceptions de Tolkien.
|                                     | Pronom personnel          | Pronom personnel | Possessif    | Possessif | Possessif              |
| libre                               | amalgamé à an « à, pour » | avec article     | sans article | suffixé   |                        |
| ----------------------------------- | ------------------------- | ---------------- | ------------ | --------- | ---------------------- |
| 1re personne du singulier           | nin                       | enni             | nín          |           | -en                    |
| 1re personne du pluriel (exclusif)  | mín, men                  | ammen            | vin, vín     |           | -em, -emir             |
| 1re personne du pluriel (inclusif)  |                           |                  |              |           | -enc, -engir           |
| 2e personne du singulier            | le                        |                  | lin, lín     |           | -eg, -el               |
| 2e personne du pluriel              | de                        |                  |              |           | -eg, -egir, -el, -elir |
| 3e personne du singulier            | den, e                    |                  |              | dîn, în   | -ed                    |
| 3e personne du singulier (masculin) | Nho, Nhon, Nhono          |                  |              |           |                        |
| 3e personne du singulier (féminin)  | Nhe, Nhen, Nhene          |                  |              |           |                        |
| 3e personne du singulier (neutre)   | Nha, Nhana                |                  |              |           |                        |
| 3e personne du pluriel              |                           |                  |              |           | -ent                   |
| 3e personne du pluriel (masculin)   | Nhuin                     |                  |              |           |                        |
| 3e personne du pluriel (féminin)    | Nhîn                      |                  |              |           |                        |
| 3e personne du pluriel (neutre)     | Nhein (hain)              |                  |              |           |                        |
| Réfléchi                            | im                        | anim             |              |           |                        |

Présenter la forme im comme pronom réfléchi suit une interprétation tardive de Tolkien ; il est cependant manifeste qu'auparavant, elle avait longtemps eu le sens d'un pronom personnel singulier de première personne.
Tolkien implique que la distinction de nombre à la deuxième personne est tardive en sindarin, et résulte de l'introduction par les Ñoldor du pronom singulier poli / honorifique le, sur le modèle d'une distinction faite en quenya. La distinction se généralisa au Beleriand, sauf dans le dialecte de Doriath où la nouvelle forme n'entra pas dans l'usage,. Doriath maintenait aussi dans l'usage des pronoms duels perdus ailleurs.
Les pronoms de troisième personne en h- ne sont attestés qu'en noldorin, sauf un cas en sindarin qui indique que l'idée de ces formes a dû survivre dans les phases tardives de l'évolution externe de la langue, avec les adaptations phonétiques nécessaires (ainsi le sindarin hain correspond au noldorin Nhein). Il se trouve simplement qu'elles ne sont presque pas attestées.
Les deux séries de possessifs libres se distinguent par la syntaxe, ceux sans circonflexe requérant l'usage de l'article (ex. i eneth lín « ton nom »), ceux avec circonflexe se suffisant à eux-mêmes (ex. bess dîn « sa femme »). Elles ne sont pas attestées dans les mêmes documents, on ne sait donc s'il s'agit d'un changement de conception de Tolkien ou de deux séries parallèles. La possession pouvait aussi s'exprimer par des suffixes attachés au nom sans article (ex. lasto beth lammen « écoute la parole de ma langue », guren bêd enni « mon cœur me dit »).
La conjugaison des verbes sindarins fait appel à des désinences personnelles pour exprimer le sujet. L'arrangement suivant date d'autour de 1962 ; Tolkien en a expérimenté d'autres au cours du développement externe de la langue.
|                          | Singulier      | Pluriel              | Duel            |
| ------------------------ | -------------- | -------------------- | --------------- |
| 1re personne (exclusive) | -n             | -m                   | -m, -mmid       |
| 1re personne (inclusive) |                | -nc                  | -nc, -ngid      |
| 2e personne              | -g, -dh        | -g, -gir, -dh, -dhir | -ch, -dh, -dhid |
| 3e personne              | sans désinence | -r                   | -st             |

### Verbe
Aucune description tant soit peu suivie de Tolkien sur le système verbal sindarin n'a été publiée à ce jour. Ce que nous en savons doit se reconstruire en large part sur les formes noldorines des Etymologies, qui peuvent ne plus être valables dans les conceptions ultérieures de Tolkien ; et il est très possible que des pans importants nous échappent.
Les verbes sindarins peuvent se répartir en deux grandes classes : verbes de base directement tirés d'une racine, et verbes dérivés par un suffixe. Les premiers ont un radical généralement terminé en consonne (ex. #car- « faire », #echad- « fabriquer », #ped- « parler, dire », #tir- « (re)garder » #tol- « venir »), tandis que pour les seconds il se termine en -a- (ex. #anna- « donner », #egleria- « glorifier », #linna- « chanter », #nalla- « crier, appeler », #teitha- « écrire »). Pour certains verbes cependant, on peut observer un mélange de formes des deux classes.
La catégorie principale est celle du temps. Trois temps sont assez attestés pour que leur existence soit certaine : présent, passé et futur. Chacun se caractérise par un thème morphologique propre diversement dérivé du radical verbal, auquel viennent s'ajouter les désinences personnelles. Le système est complété par un impératif apparemment valable pour toutes les personnes, ainsi que diverses formes nominales.

#### Présent
Le thème du présent correspond directement au radical verbal (dans les monosyllabes, la voyelle peut s'allonger) : #ped- > #pêd « (il / elle) dit », #penna- > penna « (il/elle) décline ». L'ajout des désinences personnelles aux verbes de base se fait par l'intermédiaire d'un i : #heb- > #hebin « je conserve, je garde », qui provoque une métaphonie sur certaines voyelles : #car- > #cerir « ils font ». Chez les verbes dérivés, les désinences s'ajoutent sans voyelle de transition, mais le a final devient o à certaines personnes : #linna- > linnon « je chante », #gohena- > gohenam « nous pardonnons ».

#### Passé
La formation du thème du passé est complexe. Elle peut se faire par modification interne du radical (thèmes forts) ou par suffixation (thèmes faibles).
À partir du radical verbal, les thèmes forts peuvent se former :
- par alternance vocalique : la voyelle radicale est modifiée. Ex. : N#hal- > Nhaul « (il / elle) a soulevé », N#trenar- > Ntrenor « (il / elle) a raconté ». Les verbes dérivés qui suivent cette méthode paraissent y perdre leur suffixe de dérivation : #anna- > ónen « j'ai donné », N#dœlia-, doltha- > Ndaul « (il / elle) a dissimulé ». En sindarin (non en noldorin), on observe aussi l'ajout d'un augment, avec lénition interne : #car- > agor « (il / elle) a fait », nor- > onur « (il / elle) a couru ».
- par alternance consonantique : le consonantisme radical est modifié, avec apparition de consonne nasale[Note 19]. Ex. : #echad- > echant « (il / elle) a fabriqué », Nrhib-> Nrhimp « (il / elle) a coulé en torrent ».

Deux suffixes servent à la formation de thèmes faibles :
- -ant, ex. #teitha- > teithant « (il / elle) a écrit », Nhaf- > Nhafant « (il / elle) a été assis(e) » ;
- -as, ex. N#muda- > Nmudas « (il / elle) a peiné », N#egleð- > Negleðas « (il / elle) s'est exilé(e) ».

De plus, plusieurs procédés peuvent se combiner. Ex. : N#sog- > Nsunc « (il / elle) a bu », carfa- > agarfant « (il / elle) a parlé ».
Bon nombre de verbes ont deux thèmes de passé répertoriés, un fort et un faible ; le fort étant plus d'une fois noté comme archaïque, on peut déduire une tendance historique du sindarin à remplacer ses passés forts par des faibles.
Les désinences personnelles sont ajoutées au thème de passé soit par un e (ex. #anna- > ónen « j'ai donné ») soit par un i, lequel déclenche des métaphonies comme au présent (ex. Nhad- > Nhennin « j'ai lancé »).

#### Futur
Le thème du futur n'est connu que pour les verbes dérivés, il se forme par un suffixe -tha ; les désinences personnelles s'ajoutent ensuite de la même façon que pour les verbes dérivés au présent. Ex. #linna- > linnathon « je chanterai », #anglenna- > anglennatha « (il / elle) approchera ».

#### Impératif
L'impératif se forme en suffixant -o au radical verbal. Ex. #tir- > tiro « (re)garde(z) ! », #anna- > anno « donne(z) ! ». L'impératif est employé pour exprimer l'ordre, mais aussi le souhait ou la prière, usage bien attesté dans une version sindarine incomplète du Notre Père : tolo i arnad lín « que ton règne vienne ».

#### Formes nominales
Comme formes nominales du verbe, le sindarin connaît au moins trois participes : présent, parfait et passé, les deux premiers étant de sens actif et le troisième de sens passif. Les trois sont attestés pour le verbe #tir- « (re)garder » : tiriel « (re)gardant », tíriel « ayant regardé », tirnen « (re)gardé(e) ».
Il existe également des formes verbales substantivées. Un gérondif se forme par un suffixe -ed pour les verbes de base (ex. Ngonod- > N#gonoded « dénombrer, dénombrement »), -ad pour les verbes dérivés (ex. eitha- > eithad « offense(r), insulte(r) »). C'est essentiellement un nom abstrait bâti sur le radical verbal, qui peut entrer à la fois dans des constructions nominales (ex. Cabed-en-Aras « le Saut du Cerf », avec complément du nom) ou verbales (ex. e aníra ennas suilannad mhellyn ín phain « il désire y saluer tous ses amis », avec complément d'objet direct).
En noldorin, il existe de plus un infinitif, utilisé comme tel en tant que forme de citation de nombreux verbes dans les Etymologies. Il se forme par les suffixes -i et -o ; le premier, qui détermine une métaphonie des voyelles précédentes, est associé aux verbes de base (ex. #tol- > teli « venir »), le second davantage aux verbes dérivés (ex. #anna- > anno « donner »), mais un certain nombre de verbes de base ont aussi un infinitif en -o (ex. #sog- > sogo « boire »). Cependant, cette forme n'a pas été retrouvée dans des textes proprement sindarins (du point de vue de la chronologie externe), et là où l'on aurait pu attendre des infinitifs on observe à la place l'emploi du gérondif ; il n'est donc pas improbable que Tolkien ait abandonné l'idée d'un infinitif dans l'évolution de ses conceptions, et attribué ses emplois au gérondif.

### Éléments de syntaxe
La syntaxe est de loin le domaine le plus mal connu des langues inventées de Tolkien, faute d'un nombre suffisant de textes pour pouvoir l'étudier en détail ; le sindarin ne fait pas exception. Seule la syntaxe du groupe nominal est relativement bien illustrée ; elle a été évoquée plus haut. Les mutations consonantiques du sindarin, plus spécialement la mutation douce, jouent un rôle dans l'organisation de la phrase en marquant la dépendance entre les termes.
L'ordre des différents composants de la phrase simple apparaît assez flexible, plusieurs types se retrouvent :
- Sujet-Objet-Verbe : Im Narvi hain echant « Moi, Narvi, je les ai faites » ou « Narvi lui-même les a faites[Note 22] » ;
- Sujet-Verbe-Objet : Celebrimbor o Eregion teithant i thiw hin « Celebrimbor de Houssaye a gravé ces signes » ;
- Verbe-Sujet-Objet : ar ennas aníra i aran (…) suilannad mhellyn in phain[29],[Note 23] « et le roi désire y saluer tous ses amis ».

Les témoignages sont trop peu nombreux pour préciser s'il existe des conditions d'apparition de ces différentes possibilités, et si l'une est dominante.
La conjugaison indiquant clairement la personne, l'expression du pronom sujet n'est pas obligatoire : le nallon sí  « vers toi je crie maintenant ».
Le sindarin connaît la phrase nominale et l'utilise pour exprimer l'attribut sans l'intermédiaire d'un verbe : Ae Adar nín i vi Menel « Notre Père qui es aux cieux », plus littéralement « ô mon père qui dans (le) ciel ».
La négation s'exprime par ú qui provoque la mutation douce du mot qui le suit : ú-chebin estel anim « je n'ai pas gardé d'espoir pour moi-même ». De l'interrogation on connaît seulement l'interrogatif man « quoi ? ».
De la phrase complexe, on connaît les conjonctions a / ah « et, avec », ar « et », egor « ou », ir « quand », si « lors », sui « comme ». Il existe aussi des exemples de proposition relative, introduites par diverses particules proches de l'article par la forme :  sui mín i gohenam di ai gerir úgerth ammen « comme nous pardonnons aussi à ceux qui nous ont offensés », plus littéralement « comme nous qui pardonnons à ceux qui nous font des méfaits ».

## Vocabulaire

### Formation des mots
Dans sa dérivation lexicale, le sindarin utilise d'un point de vue synchronique les procédés suivants:
- l'ajout d'affixes, aussi bien des suffixes (ex. aglar « gloire » > aglareb « glorieux », nogoth « nain » > nogotheg « petit nain ») que des préfixes (ex. adar « père » > #penadar « sans père », lass « feuille » > golas « feuillage »). C'est le procédé le plus fréquent ;
- la conversion directe d'une classe lexicale à une autre, sans modification de forme (ex. morn signifie « noir, sombre » comme adjectif et « nuit, obscurité » comme nom) ;
- des modifications internes comme l'alternance vocalique (ex. Ncrom « gauche » / Ncrum « main gauche »).

Le sindarin use aussi abondamment de la composition nominale, en particulier pour former des noms propres. L'agencement des éléments en est variable :
- le plus souvent le déterminant y précède le déterminé : morn « sombre, noir » + gûl « sorcellerie » > morgul « magie noire », forod « nord » + gwaith « peuple » > Forodwaith « Peuple du nord » ;
- mais dans d'autres cas le déterminant suit le déterminé (à l'image de l'ordre habituel dans le groupe nominal) : #bass « pain » + corn « rond » > basgorn « miche », dôr « pays » + iath[Note 24] « barrière »> Doriath « Pays de la barrière » ;
- il existe enfin quelques cas de mots composés « impropres » qui sont en fait des syntagmes condensés en un seul mot par univerbation : Dantilais, un nom pour l'automne, repose sur un groupe nominal * dant i lais « la chute des feuilles ».

Il se produit fréquemment diverses modifications phonétiques à la jointure entre les deux éléments d'un mot composé, qui peuvent en rendre l'analyse assez complexe.

### Liens avec d'autres langues
Le sindarin ayant été conçu comme langue apparentée au quenya, son vocabulaire dérive des mêmes racines, communes à toutes les langues elfiques inventées par Tolkien. Cependant, cette parenté est souvent peu apparente du fait de différences considérables dans l'évolution phonétique des deux langues. D'autre part, leur auteur a rendu sensible leur séparation historique (d'un point de vue interne) en introduisant des divergences dans la sémantique de mots apparentés et les procédés de dérivation lexicale. Quelques exemples pour illustrer l'éventail des possibilités :
- la parenté est manifeste dans certains mots, peu différents voire identiques entre les deux langues : S aran / Q aran « roi », S curu / Q curwe « talent, habileté », S ost / Q osto « ville, citadelle », S taur / Q taure « forêt », S tir- / Q tir- « (re)garder » ;
- beaucoup de correspondances sont cependant bien moins évidentes : S amarth / Q umbar « destin », S celeb / Q tyelpe[Note 25] « argent (métal) », S dû / Q lóme « nuit, obscurité », S galadh / Q alda « arbre », S ped- / Q quet- « dire, parler » ;
- pour certains termes, le sens aussi a divergé : S arod « noble » / Q #arata « exalté, suprême », S calen « vert » / Q calina « clair, brillant », S goe « terreur » / Q áya « crainte révérencielle », S gûl « sorcellerie » / Q ñóle « connaissance profonde, longue étude, science », S orod « montagne » / Q orto « cime d'une montagne » ;
- assez souvent la racine est commune, mais les langues ont utilisé des procédés de dérivation lexicale différents : S arnad / Q aranie « règne », S forod / Q formen « nord ». En sindarin spécialement, les mots de base, érodés par l'évolution phonétique, se sont souvent rallongés d'affixes : S calad / Q cala « lumière », S ithron / Q istar « magicien », S echui / Q cuivie « éveil » ;
- enfin, certaines notions sont désignées par des mots entièrement différents : S aphad- / Q hilya- « suivre », S beleg / Q alta « grand, imposant », S egleria- / Q laita- « glorifier, louer », S eneth / Q esse « nom », S gwaith / Q lie « peuple ».

Plus tard (en interne), le contact renouvelé entre les Sindar et les Ñoldor en exil a entraîné une série d'emprunts lexicaux réciproques :
- du quenya au sindarin, ex. Q tecil > S tegil « plume (pour écrire) » ;
- du sindarin au quenya, ex. S certh > Q certa « rune ».

On retrouve aussi de nombreux phénomènes de calque, notamment dans l'onomastique : bon nombre de personnages et de lieux ont un nom en quenya et un en sindarin dont le sens et la forme se correspondent plus ou moins exactement (ex. S Galadriel / Q Altariel « jeune fille couronnée d'une guirlande radieuse »).
Le sindarin a aussi emprunté quelques mots aux autres langues de la Terre du Milieu : par exemple Hadhod « Nain » et heledh « verre » proviennent du khuzdul (la langue des Nains) Khazâd et kheled, respectivement.

### Quelques mots de base
| Mot    | Traduction    | Prononciation       | Équivalent quenya |
| ------ | ------------- | ------------------- | ----------------- |
| terre  | amar, ceven   | ['ɑ.mɑr] ['kɛ.vɛn]  | ambar, cemen      |
| ciel   | menel         | ['mɛ.nɛl]           | menel             |
| eau    | nen           | ['nɛn]              | nén               |
| feu    | naur          | ['nɑur]             | nár               |
| homme  | benn          | ['bɛnː]             | nér               |
| femme  | bess          | ['bɛsː]             | nís               |
| manger | mad-          | ['mɑd-]             | mat-              |
| boire  | sog-          | ['sɔg-]             | suc-              |
| grand  | beleg, daer   | ['bɛ.lɛg] ['dɑɛr]   | alta, halla       |
| petit  | niben, tithen | ['ni.bɛn] ['ti.θɛn] | pitya, titta      |
| nuit   | dû            | ['duːː]             | lóme              |
| jour   | aur           | ['ɑur]              | aure, ré          |

## Usage après Tolkien
Bien que fort incomplète, la connaissance de la grammaire et du vocabulaire sindarin est suffisante pour permettre d'y former des phrases. Certains passionnés s'essaient à composer des textes dans cette langue, sous des formes plus ou moins conjecturales. La morphologie doit être supposée par analogie avec les attestations existantes. Le vocabulaire manquant peut être imaginé par extension des processus de dérivation connus en sindarin, par reconstruction linguistique à partir des autres langues elfiques, ou suppléé par des périphrases, métaphores et métonymies fondées sur des termes attestés. La résultante se voit souvent dénommée « néo-sindarin », afin de la différencier de la création authentique de Tolkien. Ce phénomène s'apparente au fan art ou à la fan fiction.
On en trouve une illustration dans l'adaptation cinématographique du Seigneur des Anneaux par Peter Jackson, dont un certain nombre de phrases en « elfique » relèvent de ce « néo-sindarin » (à côté d'autres directement tirées du roman de Tolkien).
Comme la fan fiction en général, cette pratique est en butte à une série de critiques : il lui est notamment reproché de sélectionner arbitrairement ses sources pour aboutir à une langue artificiellement régularisée, d'amalgamer sans distinction divers états de développement externe, de recourir à des circonvolutions sémantiquement obscures ou peu plausibles, d'introduire des calques des langues pratiquées par les auteurs de ces essais, et dans l'ensemble, d'ignorer J. R. R. Tolkien en tant qu'auteur de ces langues, lequel n'avait pas pour objectif essentiel de les rendre utilisables.
Par ailleurs, divers langages de fiction se sont librement inspirés du sindarin en même temps que des autres langues inventées par Tolkien, en vue entre autres de leur usage en jeu de rôle.